# Radevormwald
Radevormwald is een stad en gemeente in de Duitse deelstaat Noordrijn-Westfalen, gelegen in het Oberbergischer Kreis. De gemeente telt 21.963 inwoners (31 december 2020) op een oppervlakte van 53,78 km².
Bij een ernstig treinongeluk op 27 mei 1971 vielen 46 doden van wie 42 scholieren.

## Partnersteden
- Nowy Targ (Polen)
- Châteaubriant (Frankrijk)

## Afbeeldingen

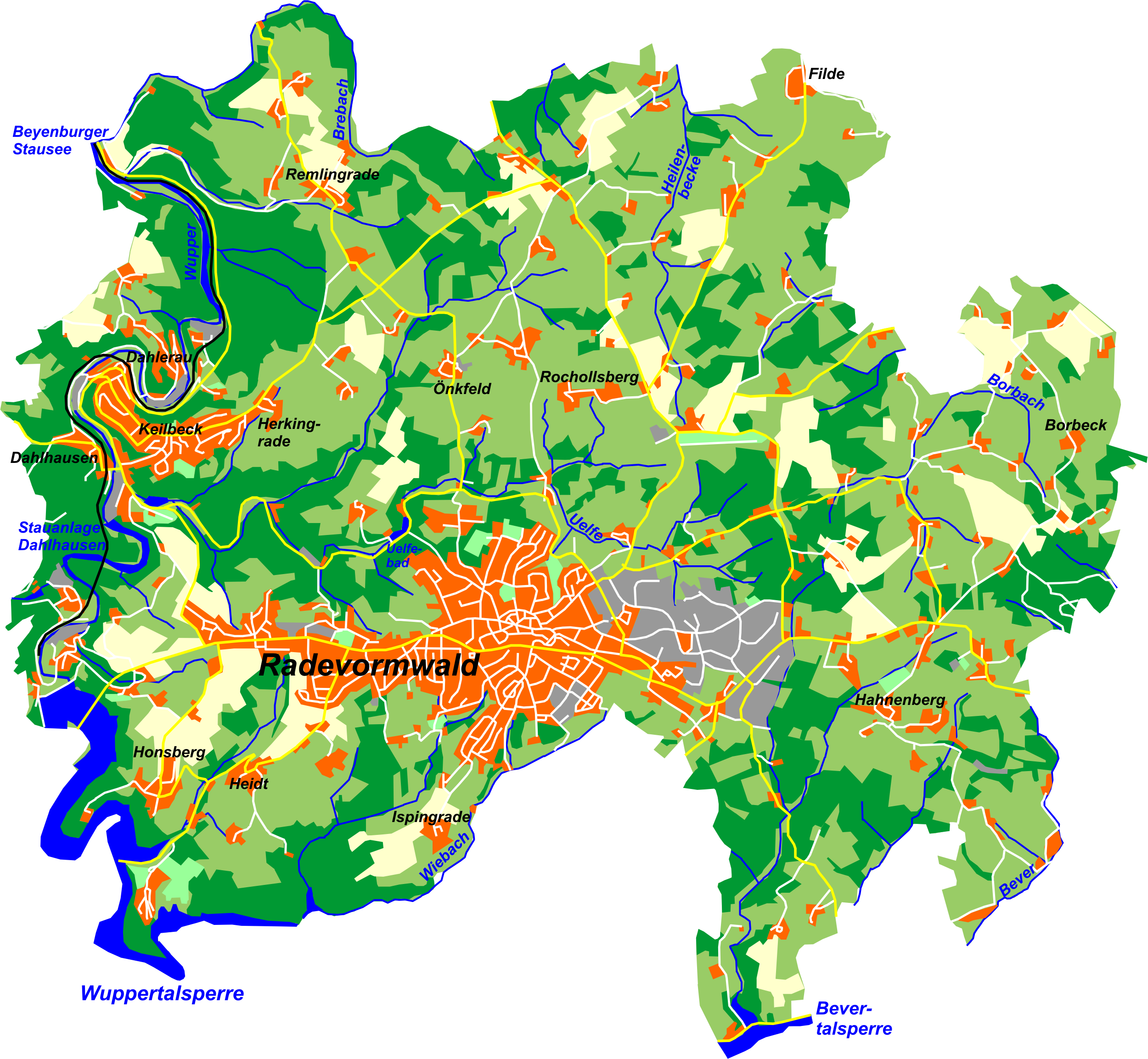
Ortsteile van Radevormwald
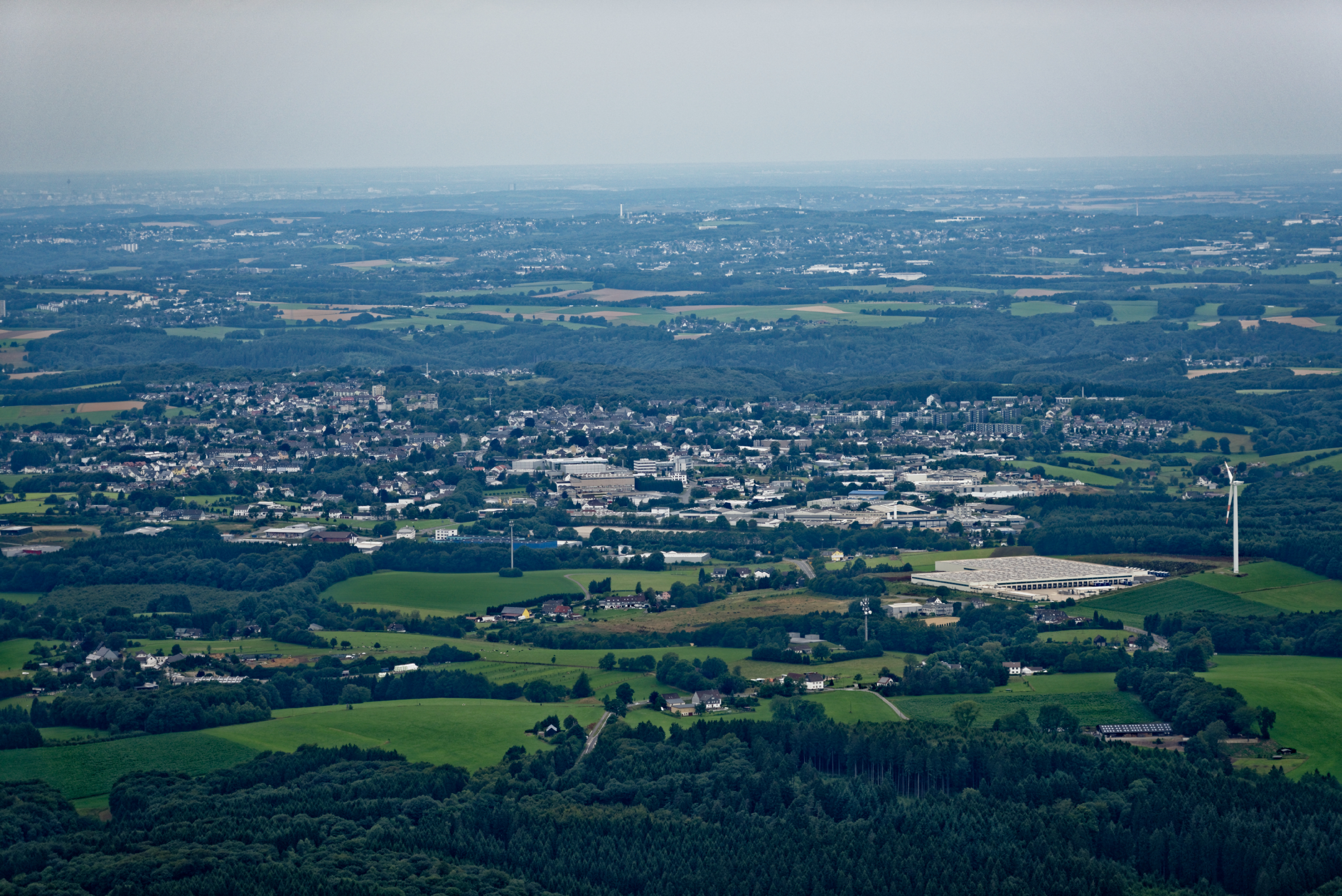
Gezicht op Radevormwald
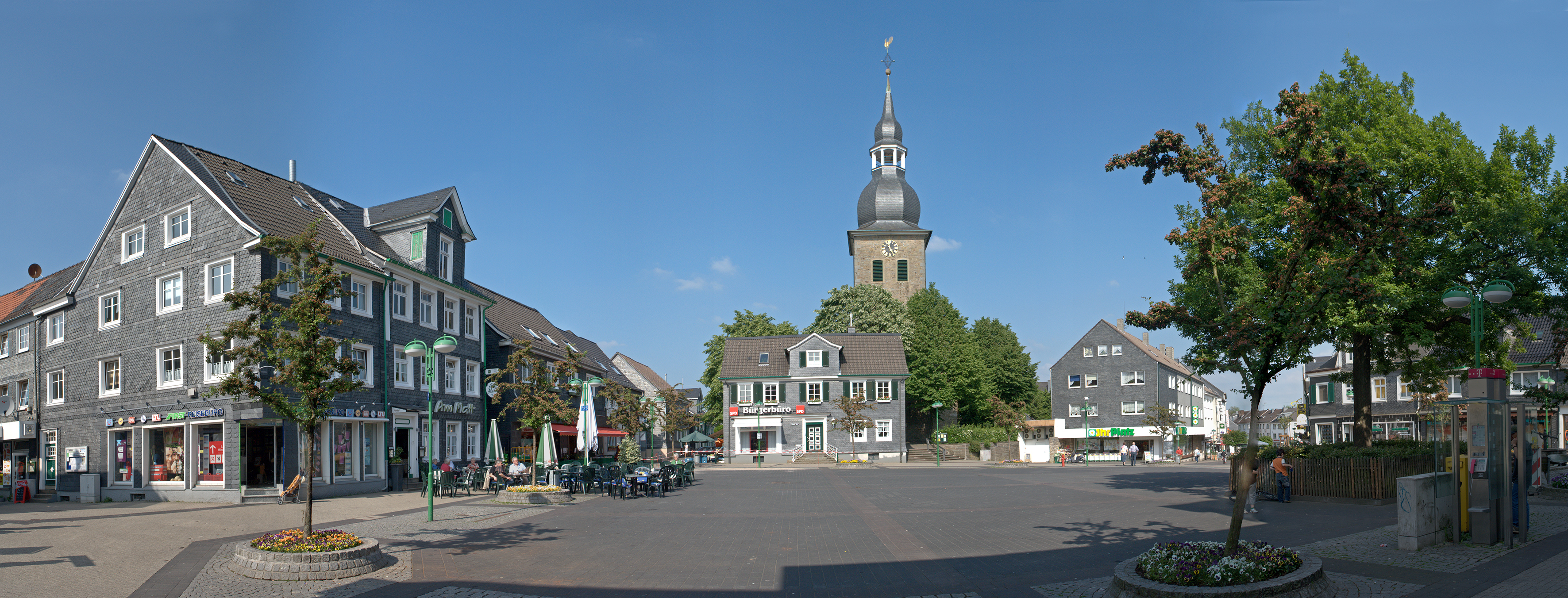
Marktplatz
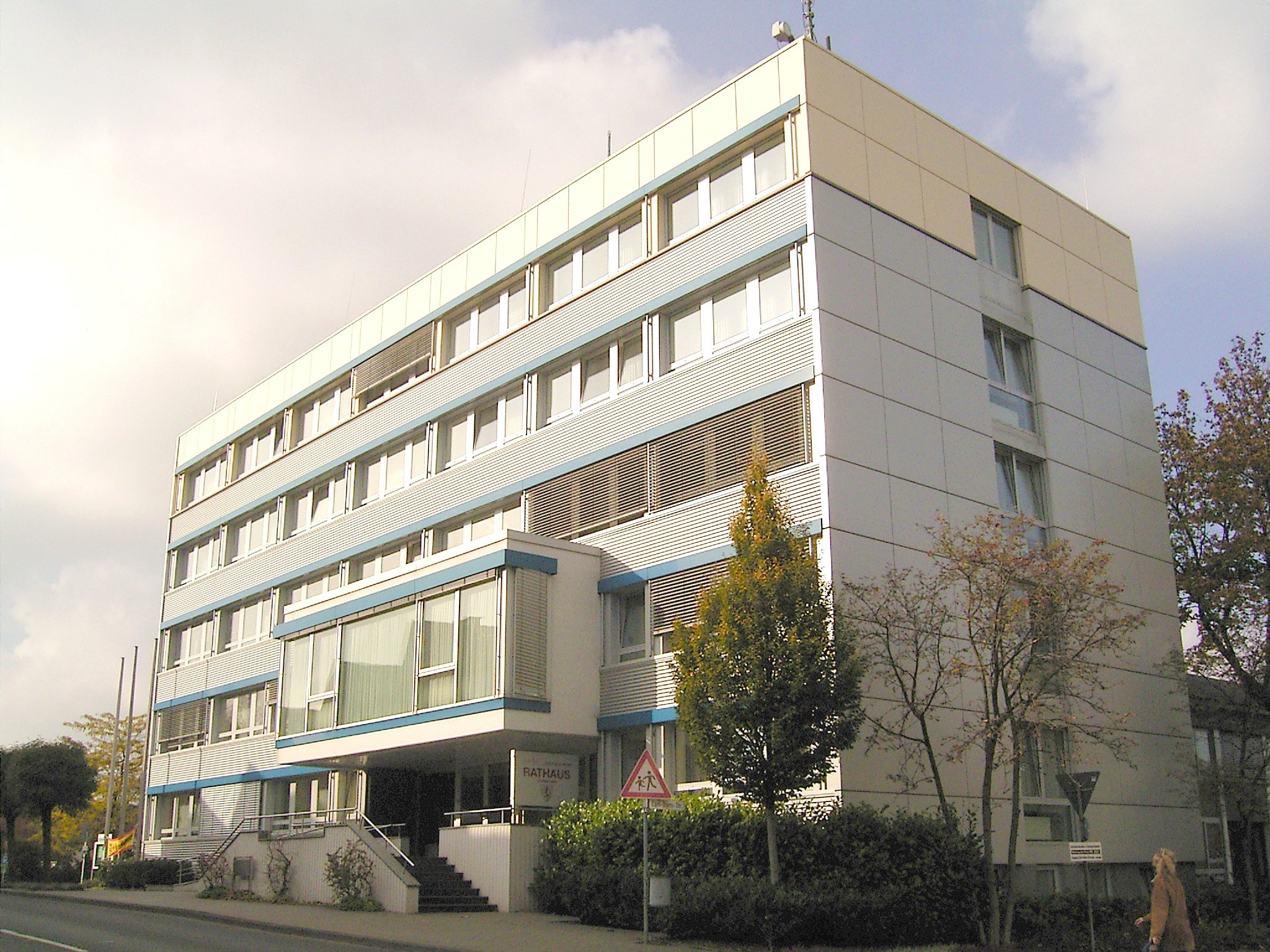
Gemeentehuis
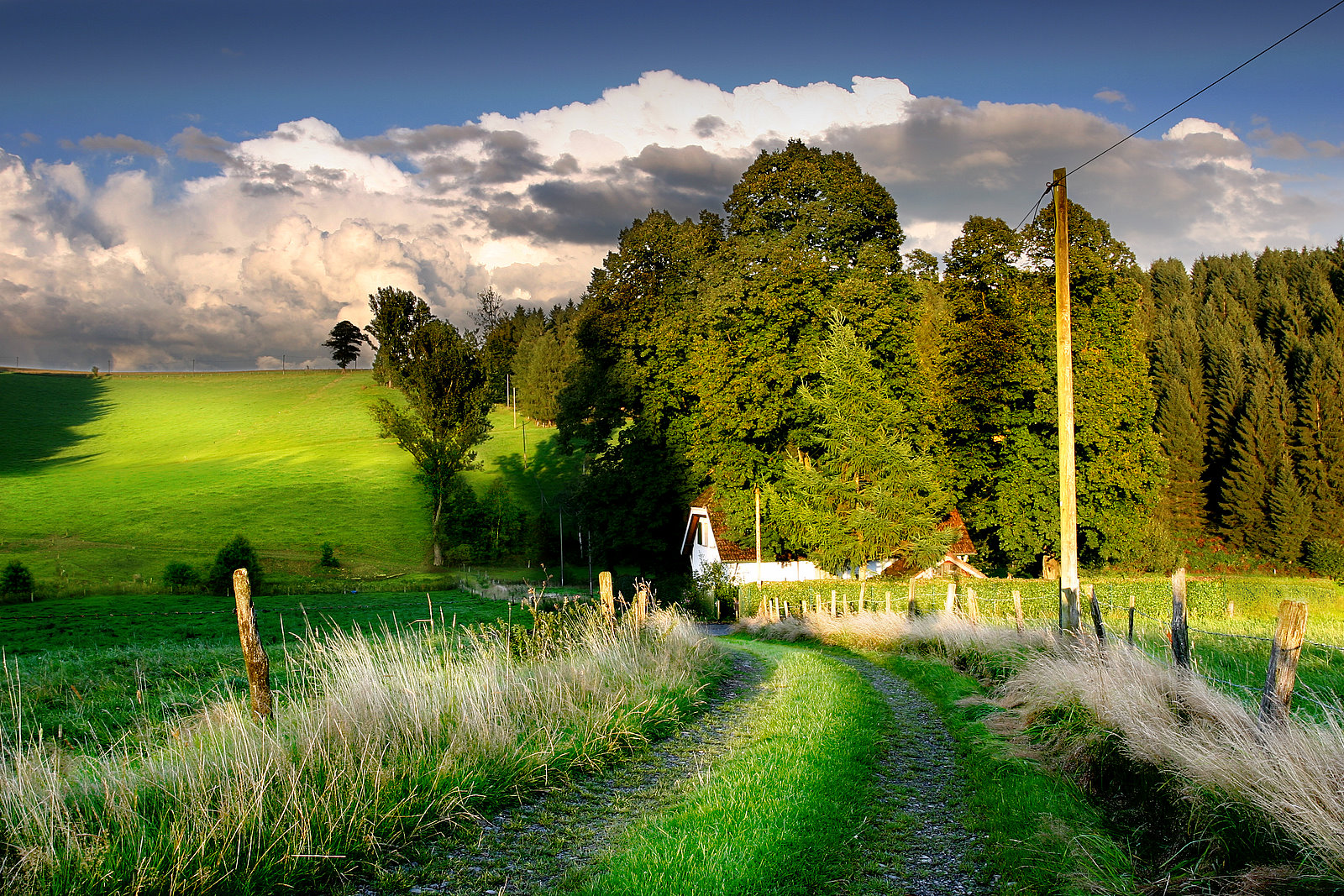
Radevormwald-Hönderbruch

Bergneustadt · Engelskirchen · Gummersbach · Hückeswagen · Lindlar · Marienheide · Morsbach · Nümbrecht · Radevormwald · Reichshof · Waldbröl · Wiehl · Wipperfürth